# ماريا لودفيكا من النمسا-إستي
ماريا لودفيكا من النمسا-إستي (بالإنجليزية: Maria Ludovika of Austria-Este)‏ (و. 1787 – 1816 م) هي عقيلة ملك، من الإمبراطورية النمساوية، ولدت في مونزا، توفيت في فيرونا، عن عمر يناهز 29 عاماً، بسبب سل.